# Lacryma Christi (vin)
 (mai 2017).
Si vous disposez d'ouvrages ou d'articles de référence ou si vous connaissez des sites web de qualité traitant du thème abordé ici, merci de compléter l'article en donnant les références utiles à sa vérifiabilité et en les liant à la section « Notes et références ».
Pour les articles homonymes, voir Lacryma Christi.

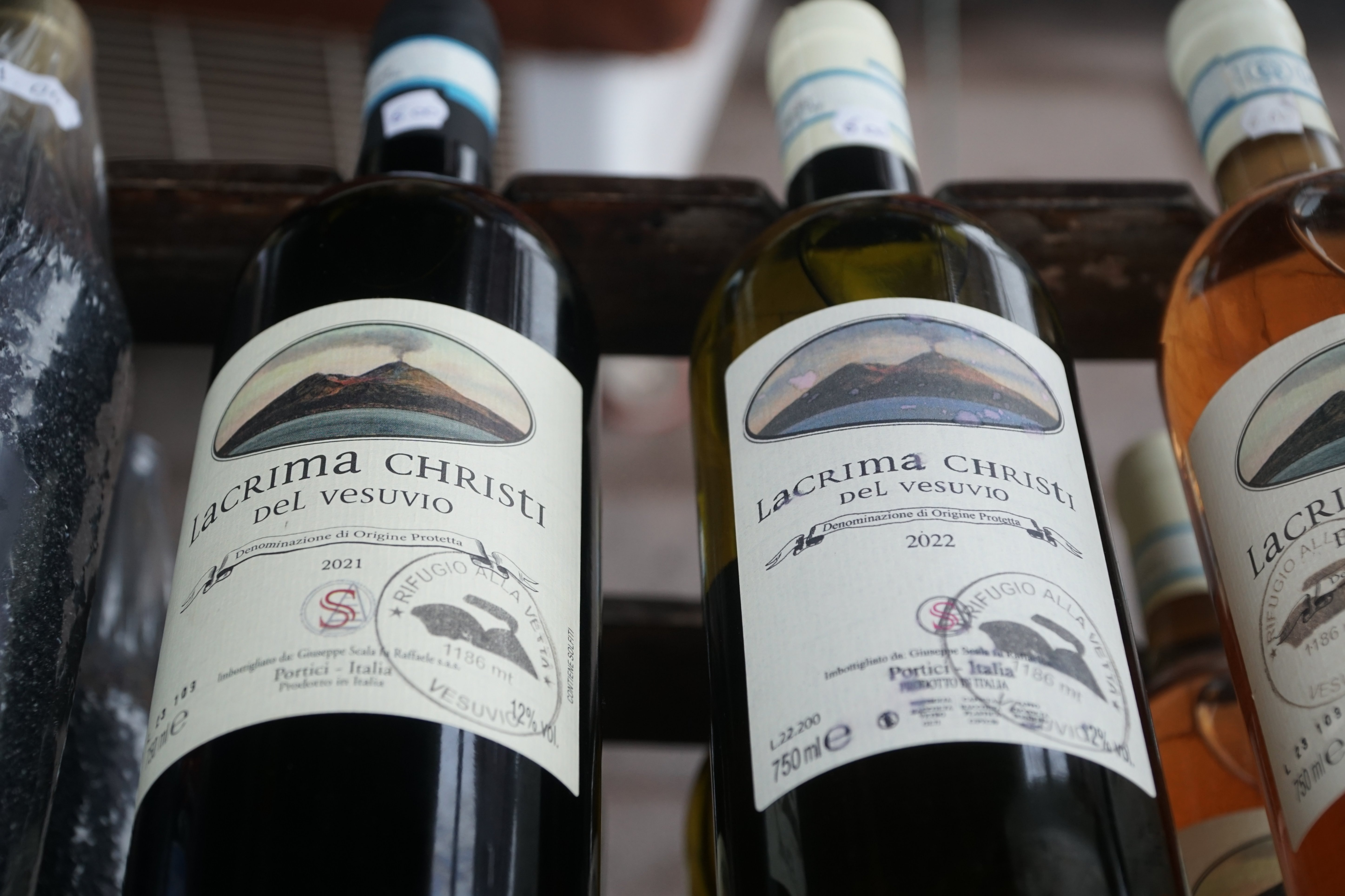
Bouteilles de Lacryma Christi vendues à Naples.

Le Lacryma Christi, « larme du Christ » (ou Lacryma Christi del Vesuvio, ou Vesuvio), est un vin napolitain. 
Produit autrefois par des moines dont le couvent s’érigeait sur les pentes du Vésuve, il semble que plus tard, les jésuites, propriétaires de vastes étendues dans ces localités, furent les producteurs et les détenteurs quasi exclusifs de ce vignoble.

## Histoire
Les vins du Vésuve, déjà appréciés à l'époque romaine pour leur caractère corsé et leur bonne qualité, sont issus de vignobles situés sur les pentes du volcan : « Haec iuga quam Nysae colles plus Bacchus amavit » (« Bacchus aima ces collines plus que ses collines natales de Nysa ») chantait le poète latin Martial. 
La renommée de ce vin a inspiré mythes et légendes : « Dieu reconnaissant dans le golfe de Naples un lambeau du ciel arraché par Lucifer pendant sa chute vers les enfers, pleura et là où les larmes divines tombèrent surgit la vigne du Lacrima Christi » dit une légende locale. 
Une autre version parle du Christ rendant visite à un ermite racheté et qui, avant de prendre congé, lui transforma sa boisson à peine potable en un excellent vin. Ces versions chrétiennes, héritières de la mythologie païenne, sont bien enracinées depuis les premiers établissements humains comme le montrent la fresque de « Bacchus sur le Vésuve » conservée dans la Maison du Centenaire à Pompéi et ses innombrables traces dans les ruines romaines qui ont survécu à l'éruption de l’an 79. Curzio Malaparte dans son roman La peau rappelle cette légende en invitant à boire « questo sacro, antico vino ». Ce vin est donc ancré dans l'histoire napolitaine.

## Nomenclature
Lacryma Christi est une mention traditionnelle de la Denominazione di Origine Controllata (Appellation d’origine contrôlée, ou DOC) Vesuvio (DPR. 13.01.1983 - DM 31.11.1991) avec une production annuelle de 12 986 hl. Ne peuvent bénéficier de cette mention de Lacryma Christi que les vins de l'aire géographique du Vesuvio produits à partir de raisins à surmaturité, récoltés quand leurs grains laissent exsuder des « larmes » de sucre.
Ces raisins sont cultivés seulement dans quinze communes de la province de Naples, à vocation vitivinicole et situées dans la zone de piémont du Vésuve où les vignobles sont constitués de variétés autochtones, cultivées depuis toujours dans cette région :
- Les variétés Coda di Volpe (connue localement sous le nom de Caprettone ou Crapettone), Verdeca, Falanghina et Greco concourent à la réalisation du Lacryma Christi blanc ;
- Les variétés Piedirosso (ou Per e Palummo) appelée localement Palombina (ou Palummina), Sciascinoso (appelée localement Olivella) et Aglianico concourent à la réalisation du Lacryma Christi rouge.

## Caractéristiques organoleptiques
Lacryma Christi blanc
- Couleur : jaune paille plus ou moins foncé.
- Parfum : agréablement vineux, d’un parfum intense qui rappelle les genêts du Vésuve avec des senteurs de fruits mûrs.
- Saveur : sec et légèrement acidulé, bien structuré, avec un arôme fruité-fleuri très persistant.
- Cépages : Coda di Volpe bianca et/ou Verdeca (min 80 %), Falanghina et/ou Greco (max 20 %).
- degré alcoolique : minimum 12 %.
- Production : maximum 100 q/ha, avec un rendement à la vinification non supérieur à 65 %.
- Accompagnement : du fait de son degré alcoolique élevé, son goût moelleux le rend plaisant particulièrement en accompagnement de palourdes et crustacés en sauce, de soupe de poisson, de risotto avec bar (loup de mer) et asperges, de légumes au fromage frais et de la savoureuse impepata di cozze (moules au poivre).

Le Lacryma Christi blanc est employé pour produire aussi bien un vin mousseux qu’un vin liquoreux.
Lacryma Christi rouge
- Couleur : rouge rubis, si vif et impétueux qu’il semble sorti directement du Vésuve lui-même.
- Parfum : agréable, parfum de fruits rouges et parfois d’épices, rappelant l'odeur et le fond de bouche des côtes du Rhône et la beauté d'un bordeaux.
- Saveur : sec, à l’arôme harmonieux, complexe et corsé.
- Cépages : Piedirosso et/ou Sciascinoso (min 80 %), Aglianico (max 20 %).
- Degré alcoolique : minimum 12 %.
- Production : maximum 100 q/ha, avec un rendement à la vinification non supérieur à 65 %.
- Accompagnement : c’est un vin corsé qui s'accorde bien avec les pâtes ou la polenta accompagnées de sauces à la viande, les rôtis de viande rouge, la volaille noble, le gibier, les fromages forts, sans oublier de le marier avec les lasagnes napolitaines.

Les vins corsés doivent leur particularité notamment au fait qu’ils sont issus de pieds « francs »  (c’est-à-dire de vignes acclimatées en ces lieux depuis des millénaires).
Lacryma Christi rosé
- Couleur : rosé plus ou moins intense, de couleur rose cerise, ce qui le rend agréable non seulement au palais mais aussi à la vue.
- Parfum : agréable, conserve l'arôme fruité du rouge, tout en étant à la fois raffiné et frais, tendre et doux sur le palais, une explosion de saveurs intenses aux senteurs de verdure.
- Saveur : sec et harmonieux, conserve le corps du rouge.
- Cépages : Piedirosso et/ou Sciascinoso (min 80 %), Aglianico (max 20 %).
- Degré alcoolique : minimum 12 %.
- Production : maximum 100 q/ha, avec un rendement à la vinification non supérieur à 65 %.
- Accompagnement : c’est un vin polyvalent qui accompagne dignement les rôtis de viande blanche, les tartes aux légumes, le risotto, les poissons all'acqua pazza ainsi que les polipetti (petits poulpes) noyés dans la sauce aux petites tomates du Vésuve.

Les vins n’atteignant qu’un degré alcoolique inférieur (11 % pour le blanc  et 10,5 % pour le rouge et le rosé) doivent être appelés Vesuvio et ne peuvent pas porter la mention Lacryma Christi sur les étiquettes.

## Zone de production
L'appellation d'origine contrôlée concerne aujourd'hui les communes de Boscotrecase, Trecase, San Sebastiano al Vesuvio et en partie celles de Ottaviano, San Giuseppe Vesuviano, Terzigno, Boscoreale, Torre Annunziata, Torre del Greco, Ercolano, Portici, Cercola, Pollena Trocchia, Sant'Anastasia et Somma Vesuviana, en pratique toutes les localités implantées sur les pentes du volcan.
Il existait autrefois d'autres qualités de « Lacryma », parmi lesquelles les plus renommées étaient celles de Somma et de Galitte.